# Peter Lindén
Peter Lindén (Lidköping, 6 de febrero de 1957) es un expiloto de motociclismo sueco, que compitió en el Campeonato del Mundo de Motociclismo desde 1981 hasta 1990. También se proclamó campeón mundial de resistencia en 2000.

## Biografía
Lindén comienza su carrera en el Mundial en 1981 en el Gran Premio de Suecia de 250 c.c., donde acaba en la 16.ª posición con una Yamaha. Reaparece en 1983 a bordo de una Suzuki de 500 c.c., también en el Gran Premio de su casa. Ese año debuta en el Europeo de 500 c.c. con un quinto puesto en la cita de Finlandia y un octavo en Checoslovaquia, lo que lo llevará a ocupar la 14.º posición final en la general.
En 1984, intenta combinar las pruebas del Mundial con una Suzuki RG aunque su prioridad se centra en el Europeo de 500 cc, acabando en la quinta posición de la general. En 1985, pasa a Honda, donde consigue una victoria en Suecia ante su público. Paralelamente a las pruebas de velocidad, comienza a participar en pruebas de resistencia como las 24 Horas de Le Mans y las 6 horas de Zeltweg.
Siempre en 500 cc y con Honda, en 1987 sólo participará en el Gran Premio de Suecia, y siempre en compañía de Peter Sköld y Per Jansson, disputará el Bol d'Or terminando en el duodécimo lugar. Por fin, lograría entrar en posiciones de puntos en el Mundial al quedar en el puesto 14 del Gran Premio de Checoslovaquia. En 1989 llega uno de sus mejores años al coronarse campeón de Europa de la categoría de 500 c.c. con tres victorias en Portugal, Suecia y Checoslovaquia. En 1990 y 1991, vuelve a afrontar Mundial y Europeo aunque sin resultados destacables.
A partir de 1992, apuesta por las competiciones de resistencia con Honda en compañía de André Lussiana y Doug Toland, terminando séptimo en las 24 Horas de Le Mans. En 1993, asociado con Mats Bosson y Peter Sköld acabarían subacampeones de las 24 Horas de Anderstop, y sexots en la Bol d'Or. Conseguirá el título mundial de resistencia en el 2000 con la Suzuki con el australiano Warwick Nowland y Stéphane Mertens sin ganar ninguna carrera pero siendo el más regular en todas ellas.

## Resultados en el Campeonato del Mundo
Sistema de puntuación desde 1969 hasta 1987:
| Posición | 1  | 2  | 3  | 4 | 5 | 6 | 7 | 8 | 9 | 10 |
| Pts.     | 15 | 12 | 10 | 8 | 6 | 5 | 4 | 3 | 2 | 1  |

Sistema de puntuación desde 1988 hasta 1992:
| Posición | 1  | 2  | 3  | 4  | 5  | 6  | 7 | 8 | 9 | 10 | 11 | 12 | 13 | 14 | 15 |
| Pts.     | 20 | 17 | 15 | 13 | 11 | 10 | 9 | 8 | 7 | 6  | 5  | 4  | 3  | 2  | 1  |

(Carreras en negrita indica pole position; carreras en cursiva indica vuelta rápida)
| Año  | Cat.  | Equipo | 1       | 2       | 3      | 4       | 5      | 6       | 7       | 8     | 9       | 10      | 11      | 12     | 13      | 14      | 15    | Pts. | Pos. |
| ---- | ----- | ------ | ------- | ------- | ------ | ------- | ------ | ------- | ------- | ----- | ------- | ------- | ------- | ------ | ------- | ------- | ----- | ---- | ---- |
| 1981 | 250cc | Yamaha | AUT -   | GER -   | NAT -  | FRA -   | YUG    | NED -   | BEL -   | RSM - | GBR -   | FIN -   | SWE 16  | CZE -  |         |         |       | 0    | -    |
| 1983 | 500cc | Suzuki | RSA -   | FRA -   | NAT -  | GER -   | ESP -  | AUT -   | YUG -   | NED - | BEL -   | GBR -   | SWE Ret | SMR -  |         |         |       | 0    | -    |
| 1984 | 500cc | Suzuki | RSA -   | NAT Ret | ESP -  | AUT -   | GER -  | FRA -   | YUG -   | NED - | BEL Ret | GBR -   | SWE 12  | RSM -  |         |         |       | 0    | -    |
| 1985 | 500cc | Honda  | RSA -   | ESP Ret | GER 27 | NAT -   | AUT -  | YUG -   | NED -   | BEL - | FRA -   | GBR -   | SWE 13  | RSM -  |         |         |       | 0    | -    |
| 1986 | 500cc | Honda  | ESP Ret | NAT 17  | GER -  | AUT Ret | YUG -  | NED Ret | BEL -   | FRA - | GBR -   | SWE 12  | RSM -   |        |         |         |       | 0    | -    |
| 1987 | 500cc | Honda  | JPN -   | ESP -   | GER -  | NAT -   | AUT -  | YUG -   | NED -   | FRA - | GBR -   | SWE Ret | CZE -   | RSM -  | POR -   | BRA -   | ARG - | 0    | -    |
| 1988 | 500cc | Honda  | JPN -   | USA -   | ESP -  | EXP -   | NAT -  | GER Ret | AUT -   | NED - | BEL -   | YUG -   | FRA -   | GBR -  | SWE 18  | CZE 14  | BRA - | 2    | 35.º |
| 1989 | 250cc | Yamaha | JPN -   |         | USA -  | ESP -   | NAT -  | GER -   | AUT -   | YUG - | NED -   | BEL -   | FRA -   | GBR -  | SWE 20  | CZE -   | BRA - | 0    | -    |
| 1989 | 500cc | Honda  | JPN -   | AUS -   | USA -  | ESP -   | NAT -  | GER 23  | AUT -   | YUG - | NED Ret | BEL -   | FRA -   | GBR -  | SWE Ret | CZE 15  | BRA - | 1    | 45.º |
| 1990 | 250cc | Honda  | JPN -   | USA -   | ESP -  | NAT Ret | GER 16 | AUT -   | YUG -   | NED - | BEL -   | FRA -   | GBR -   | SWE 13 | CZE -   | HUN DNS | AUS - | 0    | -    |
| 1990 | 500cc | Honda  | JPN -   | USA 9   | ESP -  | NAT 12  | GER 15 | AUT -   | YUG -   | NED - | BEL -   | FRA -   | GBR -   | SWE 13 | CZE -   | HUN DNS | AUS - | 15   | 20.º |
| 1991 | 250cc | Honda  | JAP 28  | AUS Ret | USA -  | ESP -   | ITA -  | ALE 25  | AUT Ret | EUR - | NED 22v | FRA 26  | GBR 25  | RSM -  | CHE 22  | VDM -   | MAL - | 0    | -    |